# Argirita
Argirita är en kommun i Brasilien.   Den ligger i delstaten Minas Gerais, i den sydöstra delen av landet, 800 km sydost om huvudstaden Brasília. Antalet invånare är 2 901.
Omgivningarna runt Argirita är huvudsakligen savann. Runt Argirita är det glesbefolkat, med 16 invånare per kvadratkilometer.